# 细柄少穗竹
细柄少穗竹（学名：Oligostachyum gracilipes）为禾本科少穗竹屬下的一个种。

## 扩展阅读
- 維基物種上的相關：细柄少穗竹